# 福原有信

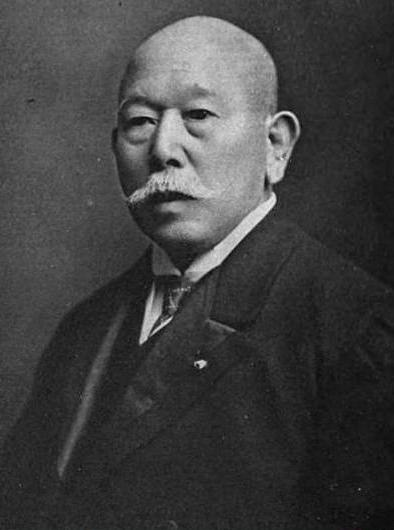
福原有信

福原 有信（ふくはら ありのぶ、嘉永元年4月8日〈1848年5月10日〉 - 大正13年〈1924年〉3月31日）は、日本の実業家。第3代日本薬剤師会会長、資生堂を創業した。

## 略歴
安房国松岡村（現・千葉県館山市竜岡）の郷士の家に、平民である福原市左衛門の次男として生まれる。1865年、18歳で幕府医学所に入って西洋薬学を学び、現代で言う薬剤師として2年後の1867年から同所で雇われる。1868年7月に東京大学病院雇、1869年に大学東校（現在の東京大学医学部）中司薬（職員）となり、1871年海軍病院薬局長となる。
その翌年の1872年、23歳の時には、官を辞して、民間初の洋風調剤薬局となる資生堂を銀座に開業。当時の日本にはなかった医薬分業を唱えた。1888年には日本初の練り歯磨き「福原衛生歯磨石鹸」を、1897年には化粧水「オイデルミン」を発売。1917年には化粧品部を独立させて、今日の資生堂の基礎を築いた。
また、1888年には、設立発起人として帝国生命保険（現在の朝日生命保険）の設立に加わり、社長として生命保険の普及に貢献した。1907年創立より関わっていた日本薬剤師会の第3代会長に就任。
1920年に箱根に完成した福原有信の大規模な山荘は、初代資生堂社長で、写真家でもあった三男の福原信三がフランク・ロイド・ライトに設計を依頼し、1918年に設計されたものである。
1921年に緑綬褒章を、1924年に従五位勲四等瑞宝章を受ける。

## 家族
- 妻・とく ‐ 鈴木喜三郎の長女
- 長男：福原信一
- 三男：福原信三
- 四男：福原信辰
- 五男：福原信義
- 長女：とり ‐ 千葉県医師会初代会長・川名博夫の妻。川名家は富浦村の資産家で、兄の川名正吉郎は同村村長、日本コナミルク共同経営者。
- 二女：ゆう ‐ 日本車輛製造第5代社長・天野七三郎の妻。長男の春一も同社社長。娘二人は岩垂邦彦の三男と五男に嫁いだ。七三郎の父・天野仙輔は元大蔵省権少丞で鉄道車輌企業「天野工場」創業者。[7][8][9][10]
- 三女：信子 ‐ 野依辰治の妻
- 四女：美枝子 ‐ 渋沢武之助の妻

## 著作

### 著書
- 田原達也『薬令輯彙』福原有信補訂、丹波敬三閲、田原達也、1890年2月。NDLJP:797184。

### 論文
- 「本年虎列刺流行中石炭酸昇汞消費高及石炭酸溶解法」『薬学雑誌』第57号、公益社団法人日本薬学会、1886年、457-462頁、NAID 110003614292。
- 「薬舗景况一斑」『薬学雑誌』第43号、公益社団法人日本薬学会、1885年、357-365頁、NAID 110003614117。
- 「故日本薬学会有功会員雨宮綾太郎君小伝」『薬学雑誌』第288号、公益社団法人日本薬学会、1906年、1-3頁、NAID 110003664328。

## 伝記小説
- 小野田隆雄『風に向かって咲く花』求龍堂、2005年。創業者と家族たちの物語
- 山崎光夫『開花の人　福原有信の資生堂物語』東洋経済新報社、2013年。評伝小説